# Charles Xavier Thomas
Charles Xavier Thomas de Colmar (Colmar, 5 de maio de 1785 – Paris, 12 de março de 1870) foi um matemático e inventor francês. É mais conhecido por projetar e patentear uma das primeiras calculadoras, o Arithmomètre, em 1820, o primeiro aparelho que podia somar, subtrair e multiplicar, permitindo também dividir com alguma ajuda do operador.

## Biografia

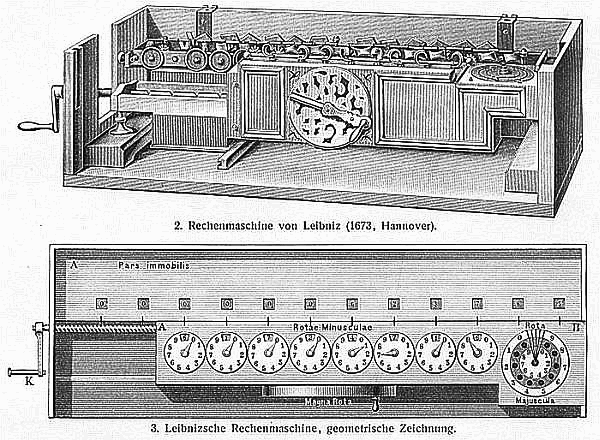
Desenho da máquina de Leibniz, modelo para o Arithmomètre

Thomas fez o primeiro projeto em 1820, enquanto servia no exército francês (era o intendente responsável por abastecer o exército francês que invadiu a Espanha), basicamente usando o desenho de Leibniz. Era uma máquina grande, ocupando todo o tampo de uma escrivaninha, media 70 cm de comprimento por 18 cm de largura e 10 cm de altura. Foi um passo importante para o avanço das calculadoras e primeiros computadores.
Usando princípios de calculadoras mecânicas anteriores, o Arithmomètre era mais confiável e foi produzido por noventa anos pelo próprio inventor e seus descendentes. Cerca de 5 000 exemplares foram fabricados, a maioria entre 1851 e 1914. O Arithmomètre foi a primeira máquina de calcular que obteve sucesso comercial. Tinha reputação de  confiabilidade e robustez e é considerada a primeira máquina de escritório, precursora das máquinas mecânicas e eletrônicas do século seguinte.
Thomas recebeu o título de cavaleiro da légion d'honneur por sua invenção. Foi dono do Château de Maisons-Laffitte, que comprou e preservou, tendo sido transformado posteriormente em monumento histórico francês.
Thomas está enterrado no cemitério do Père-Lachaise.